# WYSE International
WYSE International (Word Youth Service Enterprise - Empresa al servicio de la juventud mundial) es una Organización benéfica educativa a nivel mundial especializada en la educación y desarrollo de líderes emergentes. Fue fundada en 1989 como una organización no gubernamental asociada al Departamento de Información Pública de Naciones Unidas. Tiene su base central en Londres, filiales en Italia, Brasil, Japón, Holanda y una red de estudiantes en más de 115 países. La organización se sustenta en el trabajo su voluntariado y cuenta a su disposición con un grupo multidisciplinar de profesionales (psicólogos, especialistas en desarrollo de liderazgo, educadores, personas de negocios y “Coaches”).
WYSE International establece como objetivo el “apoyo a los líderes emergentes para impulsar el cambio positivo”

## Historia
En 1989, la organización fue fundada como una organización educativa sin ánimo de lucro por un grupo de educadores y psiologos liderads por Marilyn Feldberg. Este mismo año, la organización llevó a cabo el primer proyecto internacional en Celmi (Gales - Reino Unido).
En 1992, pasó a llamarse "Organización al servicio de la juventud mundial" (WYSE Internacional) con la visión de reunir a los jóvenes de todas partes del mundo que quisieran llevar a cabo una contribución positiva a la sociedad. Para ello, fue creado el "Programa de liderazgo internacional" dirigido por un grupo de educadores, psicólogos y personas de negocios y centrada en el desarrollo del liderazgo tanto personal como colectivo.
En 1996, WYSE se registraba como Organización Benéfica en Reino Unido, con derechos para emprender trabajo benéfico y de consultoría tanto en el ámbito nacional como internacional. Su número de registro como Organización Benéfica en Reino Unido: 105 3940.
Y finalmente en 1998, WYSE fue reconocida como Organización No Gubernamental (ONG) asociada a Naciones Unidas (Departamento de información pública de Naciones Unidas – DPI). Con el paso de los años, la organización se ha especializado en el desarrollo de las capacidades de liderazgo en líderes emergentes. Promoviendo en ellos, métodos de cooperación y participación basados en el liderazgo del sirviente y el visionario.

## Enlaces Relacionados
- Think Global (charity)
- Restless Development